# Taktické křídlo Otto Smika Sliač

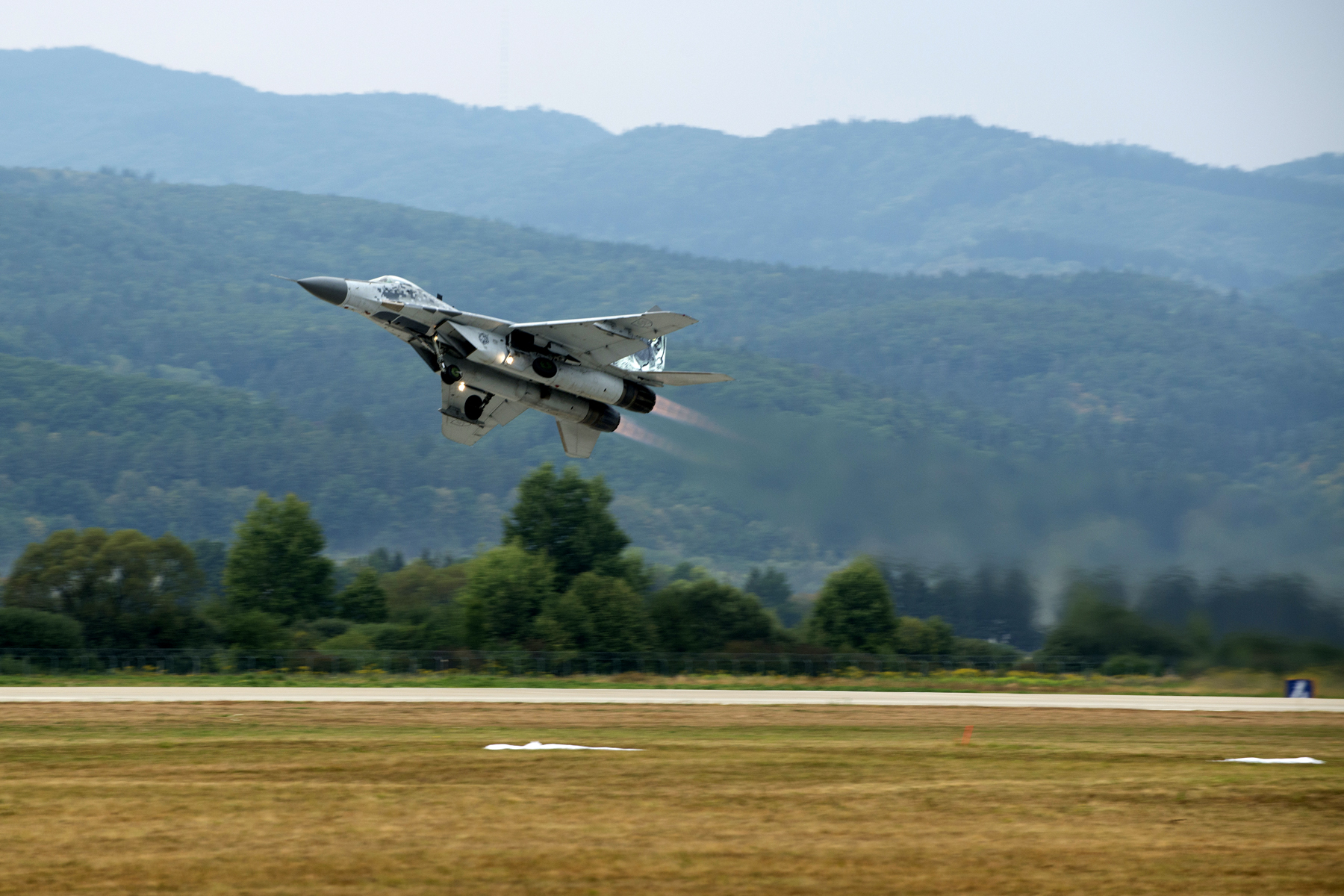
Vzlet stíhačky MiG -29AS bojové letky Taktického křídla Sliač na Mezinárodních leteckých dnech SIAF 2012

Taktické křídlo generálmajora Otto Smika (slov. Taktické krídlo Otta Smika Sliač) Vzdušných sil Slovenské republiky je letecké křídlo sídlící na letecké základně Sliač. Ve funkci velitele křídla byl v letech 2010-2018 plukovník gšt. Ing. Vladimír Lisý.

## Poslání a úkoly křídla
Podle vlastní webové stránky je jejich "primárním posláním zajišťovat nepřetržitou obranu a ochranu vzdušného prostoru Slovenské republiky a vzdušného prostoru Aliance."
Úkoly křídla
- zajišťovat nepřetržitou ochranu a obranu nedotknutelnosti vzdušného prostoru Slovenské republiky v rámci vzdušného prostoru Aliance (NATINAMDS – NATO Integrated Air and Missile Defence System)
- připravenost objektů a prostorů pro příjem, podporu a nasazení sil NATO a EU v rámci podpory hostitelské země (Host Nation Support Base)
- zajistit základní a pokračovací výcvik létajícího personálu
- připravenost k nasazení svých sil a prostředků k záchraně životů a majetků občanů SR v rámci národního krizového řízení.

## Letecká technika
Taktické křídlo Otta Smika disponuje touto leteckou techniku
- L-39
- F-16 (Objednaný)

## Historie
V lokalitě Tri Duby vzniklo letiště ve 30. letech 20. století. K 1. září 1937 byla na letiště nastěhována první letecká posádka. Během slovenského národního povstání z letiště operovala kombinovaná letka pod velením nadporučíka Mikuláše Šingloviče a První československý samostatný stíhací letecký pluk pod velením štábního kapitána Františka Fajtla. Z útvarů bojujících v SNP vznikl k 1. říjnu 1949 Vojenský útvar 1105. K 1. lednu 1993 vznikla základna, kde sídlil 1. stíhací letecký pluk vzdušných sil Slovenské republiky. Základna nese od 28. srpna 2002 jméno slovenského letce ve službách 127. britské stíhací perutě, generálmajora Otto Smika. Od 1. ledna 2006 křídlo plní úkoly integrované vzdušné obrany Aliance.
Po dvouleté rekonstrukci se křídlo koncem září 2010 vrátilo na domovské letiště Sliač. Během rekonstrukce bylo křídlo dislokované na letišti Malacky-Kuchyňa. Stěhování začalo přeletem letadel L-39 Albatros z Malacek 15. července 2010. Prvním pilotem, který přistál na zrekonstruovaném letišti, byl por. Mário Nedelka, nejmladší pilot křídla, jako symbol budoucnosti.
Dne 15. června 2011 byla na letišti Sliač obnovena i civilní doprava. K 1. září 2015 bylo křídlo přejmenováno ze smíšeného křídla na Taktické křídlo Otto Smika Sliač.